# Каллиопа (индо-греческая царица)
Каллиопа (др.-греч. Καλλιόπη) — жена индо-греческого царя Гермея, правившего в I веке до н. э.

## Биография
У. Тарн назвал её предположительно дочерью Гиппострата
Каллиопа изображена на монетах вместе со своим супругом Гермеем. В истории греческих Бактрии и Индии это третий зафиксированный случай, когда на монетах появляется портрет женщины.
По мнению ряда исследователей, в том числе А. Наррайна, через заключение брака Гермея и Каллиопы был закреплён союз Евкратидидов и Евтидемидов, направленный против отражения общей для восточных греков опасности — индо-скифов, индо-парфян и юэчжи.

 Исследования:
- Попов А. А. Греко-Бактрийское царство. — СПб, 2008. — ISBN 978-5-288-04618-6.
- Tarn W. W. The Greeks in Bactria and India. — Cambridge, 1938. S. 246, 312, 337.
- Narain A. K. The Indo-Greeks in Bactria and India. — Oxford, 1957. S. 157, 161—162.